# Lieba
Lieba (kinesiska: 列巴, 列巴乡) är en socken i Kina. Den ligger i den autonoma regionen Tibet, i den sydvästra delen av landet, omkring 360 kilometer väster om regionhuvudstaden Lhasa. Antalet invånare är 1 509. Befolkningen består av 743 kvinnor och 766 män. Barn under 15 år utgör 32 %, vuxna 15-64 år 62 %, och äldre över 65 år 5,0 %.
Genomsnittlig årsnederbörd är 538 millimeter. Den regnigaste månaden är augusti, med i genomsnitt 168 mm nederbörd, och den torraste är januari, med 3 mm nederbörd.